# Ingegneria forense
L'ingegneria forense comprende l'esame di materiali, prodotti, strutture o componenti che non funzionano o non agiscono come previsto, causando lesioni personali, danni alle cose o perdite economiche.
Le conseguenze del fallimento possono dar luogo ad azioni penali o civili, comprese la legislazione in materia di salute e sicurezza, le leggi del contratto e la responsabilità del prodotto. Il campo si occupa anche del rintracciamento di processi e procedure che portano a incidenti nel funzionamento di veicoli o macchinari.

## Storia
Poiché il campo dell'ingegneria si è evoluto nel tempo, così ha fatto anche il campo dell'ingegneria legale. I primi esempi includono indagini sui crolli di ponti come il disastro del Tay Bridge del 1879 e il disastro del Dee Bridge del 1847. Molti incidenti ferroviari iniziali provocarono l'invenzione di prove di trazione di campioni e frattografie di componenti guasti.

## Oggetto delle attività
In generale, lo scopo di un'indagine ingegneristica forense è individuare la causa o le cause di insuccesso al fine di migliorare le prestazioni o la vita di un componente o assistere un tribunale nel determinare circostanze di un incidente. Può anche comportare indagini su rivendicazioni di proprietà intellettuale, in particolare brevetti.
Fondamentale per il campo dell'ingegneria legale è il processo di investigazione e raccolta di dati relativi a materiali, prodotti, strutture o componenti che sono crollati. Ciò comporta ispezioni, raccolta di prove, misurazioni, sviluppo di modelli, ottenimento di prodotti esemplari ed esecuzione di esperimenti. Spesso i test e le misurazioni vengono condotti in un laboratorio di test indipendente.

## Analisi metodologica
I metodi di analisi dei modi e degli effetti dei guasti (FMEA) e fault tree analysis (FTA) esaminano il fallimento del prodotto o del processo in modo strutturato e sistematico, nel contesto generale dell'ingegneria della sicurezza. Tuttavia, tutte queste tecniche si basano sulla segnalazione accurata dei tassi di errore e sull'identificazione precisa delle modalità di guasto coinvolte.
Esiste un terreno comune tra la scienza forense e l'ingegneria legale, come la scena del crimine e l'analisi degli incidenti, l'integrità delle prove e le apparizioni in tribunale. Ad esempio, entrambe le discipline fanno ampio uso di microscopi ottici e a scansione elettronici. Condividono anche l'uso comune della spettroscopia (infrarossa, ultravioletta o risonanza magnetica nucleare) per esaminare le prove critiche. La radiografia mediante raggi X (come la tomografia computerizzata) o neutroni è anche molto utile nell'esaminare prodotti spessi per i loro difetti interni prima che venga tentato un esame distruttivo. Spesso, tuttavia, una semplice lente può rivelare la causa di un particolare problema.
L'evidenza delle tracce a volte è un fattore importante nel ricostruire la sequenza di eventi in un incidente. Ad esempio, i segni di bruciatura degli pneumatici su una superficie stradale possono consentire di stimare la velocità del veicolo, quando sono stati premuti i freni e così via. I piedi della scala spesso lasciano una traccia del suo movimento durante una scivolata e possono mostrare come si è verificato l'incidente. Quando un prodotto non funziona per nessuna ragione ovvia, la SEM o la spettroscopia EDX eseguita al microscopio possono rivelare la presenza di sostanze chimiche aggressive che hanno lasciato tracce sulla frattura o sulle superfici adiacenti.
L'ingegneria dei materiali forensi riguarda metodi applicati a materiali specifici, come metalli, vetri, ceramiche, materiali compositi e polimeri.

## Applicazioni
La maggior parte dei modelli di produzione avrà un componente forense che monitora i guasti precoci per migliorare la qualità o l'efficienza. Le compagnie di assicurazione utilizzano gli ingegneri forensi per dimostrare o meno la responsabilità. La maggior parte dei disastri ingegneristici (cedimenti strutturali come il crollo di ponti e edifici) sono soggetti a indagini forensi da parte di ingegneri esperti in metodi investigativi forensi. Incidenti ferroviari, incidenti aerei e alcuni incidenti automobilistici sono studiati da ingegneri forensi, in particolare dove si sospetta un guasto dei componenti. Inoltre, gli elettrodomestici, i prodotti di consumo, i dispositivi medici, le strutture, i macchinari industriali e persino semplici utensili a mano come martelli o scalpelli possono dare luogo a indagini su incidenti che causano lesioni o danni materiali. Il fallimento dei dispositivi medici è spesso di importanza critica per l'utente, quindi segnalare i guasti e analizzarli è particolarmente importante.
I guasti che si verificano presto nella vita di un nuovo oggetto sono informazioni vitali per il produttore al fine di migliorare il prodotto. Testare prodotti per simulare il loro comportamento nell'ambiente esterno è difficile e può comportare, ad esempio, un test di vita accelerato. Il peggior tipo di difetto che si verifica dopo il lancio è quello di un sistema critico, un difetto che può mettere in pericolo la vita o un arto. La loro scoperta di solito porta a un richiamo del prodotto o addirittura al ritiro completo del prodotto dal mercato. I difetti del prodotto spesso seguono la curva a vasca da bagno, con alti guasti iniziali, una velocità inferiore durante la vita normale, seguita da un altro aumento dovuto all'usura. Gli standard nazionali, come quelli di ASTM e British Standards Institution, e gli standard internazionali possono aiutare il progettista ad aumentare l'integrità del prodotto.

## Esempi storici
Ci sono molti esempi di metodi forensi usati per indagare su incidenti e disastri, uno dei primi dell'epoca moderna è la caduta del ponte di Dee a Chester, in Inghilterra. Fu costruito con travi di ghisa, ognuna delle quali era formata da tre getti molto grandi incastrati a coda di rondine. Ogni trave era stata rinforzata da barre di ferro battuto per la sua lunghezza. Fu terminato nel settembre 1846 e aperto al traffico locale dopo l'approvazione del primo ispettore ferroviario, il generale Charles Pasley. Tuttavia, il 24 maggio 1847, un treno locale per Ruabon cadde attraverso il ponte. L'incidente provocò cinque morti (tre passeggeri, la guardia del treno e il vigile del fuoco della locomotiva) e nove feriti gravi. Il ponte era stato progettato da Robert Stephenson e questi fu accusato di negligenza da un'inchiesta locale.
Anche se forte nella compressione, la ghisa era nota per essere fragile in tensione o in flessione. Il giorno dell'incidente, la parte superiore del ponte era coperta da zavorre per evitare che le travi di quercia che sostenevano la pista prendessero fuoco, imponendo un pesante sovraccarico alle travi che sostenevano il ponte e probabilmente esacerbando l'incidente. Stephenson prese questa precauzione a causa di un incendio recente sulla Great Western Railway a Uxbridge, Londra, dove il ponte di Isambard Kingdom Brunel prese fuoco e crollò.
Una delle prime importanti indagini condotte dal nuovo ispettorato delle ferrovie fu condotta dal Capitano Simmons dei Royal Engineers, e il suo rapporto suggerì che la flessione ripetuta della trave lo avesse indebolito in modo sostanziale. Esaminò le parti rotte della trave principale e confermò che la trave si era rotta in due punti, il primo dei quali al centro. Testò poi le rimanenti travi guidando una locomotiva attraverso di loro, e scoprì che esse erano state deviate di diversi centimetri sotto il carico in movimento. Concluse che il disegno era imperfetto e che le travature di ferro battuto fissate alle travi non rafforzavano affatto la struttura, il che fu una conclusione raggiunta anche dalla giuria al momento dell'inchiesta. Il progetto di Stephenson dipendeva dalle capriate in ferro battuto per rafforzare le strutture finali, ma erano ancorate sulle travi di ghisa stesse e deformate con qualsiasi carico sul ponte. Altri (specialmente Stephenson) sostennero che il treno avesse deragliato e avesse colpito la trave, provocando la frattura con la forza d'urto. Tuttavia, testimoni oculari sostenevano che la trave si fosse rotta prima e il fatto che la locomotiva fosse rimasta sulla pista mostrava il contrario.